# لویتش-هاینرایشسبرگ
لویتش-هاینرایشسبرگ (به آلمانی: Loitsche-Heinrichsberg) یک شهر در آلمان است که در Börde واقع شده‌است. لویتش-هاینرایشسبرگ ۱٬۰۳۶ نفر جمعیت دارد.